# コンスタンティノス・ハツィディンパス
コンスタンティノス・ハツィディンパス（Konstantinos Chatzidimpas (ギリシア語: Κωνσταντίνος Χατζηδίμπας、1999年5月12日 - ）は、ギリシャ・テッサロニキ出身のプロサッカー選手。スーパーリーグ2・カライスカキス所属。ポジションは、ミッドフィールダー（守備的ミッドフィールダー）。